# Rosendal (Hadsund)
 For alternative betydninger, se Rosendal. (Se også artikler, som begynder med Rosendal)
Rosendal er et kvarter i Hadsund beliggende umiddelbart nord for byens centrum. I den nordlige del af Rosendal ligger museet Hadsund Egnssamling i den gamle Rosendals gård der også har givet navn til kvarteret.
Kvarteret afgrænses mod nord af Søndergårde og Industri Nord, mod vest af Hadsund Huse, mod syd af Hadsund Centrum og mod øst af Holterne. Nørregade, Gl. Visborgvej, Rosendals Alle og Rosendalsvej er de veje som giver adgang til Rosendal.
Bebyggelsen består af 339 parceller fordelt på 16 virksomheder, 15 rækkehuse og 308 parcelhuse, de er placeret langs Rosendals Alle, Rosendalsvej, nord for Østergade, vest for Gl. Visborgvej, øst for Nørregade og Ålborgvej, den har 21 tilhørende sideveje, Nødde Alle, Hyldevej, Syrenvej, Tjørmevej, Lumpinvej, Valmuevej, Klintevej, Møllebakken, Mogensgade, Vinkelvej, Hans Kirks Alle, Svend Schous Alle, Rosenhøj, Nyvangsvej , Grøndalsvej, Æblevej, Blommevej, Morelvej. Ømebakken, Frederikshøjvej og Smedevænget.
I den nordligste del af kvarteret ligger Hadsund Dyrehave, nord for dyreparken er der anlagt en et industriområde, hvor blandt andet virksomheden Beauté Pacifique har sit hovedkontor.

## Historie
Navnet Rosendal kommer fra gården Rosendal bygget i 1800-tallet, gården er i dag indrettet som museum. I 1970'erne blev der byget rækkehuse øst for Rosendals gården, og parcelhuse vest og syd for. Dyrehaven og industriområdet kom først til i midten 1970'erne.

## Galleri
- Børnehaven Solstrålen
- Hadsund Egnssamling
- DLG Himmerland
- Hadsund Dyrehave